# Liste der Biografien/Murt
Liste der Biografien |
Portal Biografien |
Personensuche
# |
A |
B |
C |
D |
E |
F |
G |
H |
I |
J |
K |
L |
M |
N |
O |
P |
Q |
R |
S |
T |
U |
V |
W |
X |
Y |
Z |
?
 
Ma |
Mb |
Mc |
Md |
Me |
Mf |
Mg |
Mh |
Mi |
Mj |
Mk |
Ml |
Mm |
Mn |
Mo |
Mp |
Mq |
Mr |
Ms |
Mt |
Mu |
Mv |
Mw |
Mx |
My |
Mz
 
Mua |
Mub |
Muc |
Mud |
Mue |
Muf |
Mug |
Muh |
Mui |
Muj |
Muk |
Mul |
Mum |
Mun |
Muo |
Mup |
Muq |
Mur |
Mus |
Mut |
Muu |
Muv |
Muw |
Mux |
Muy |
Muz
 
Mura |
Murb |
Murc |
Murd |
Mure |
Murf |
Murg |
Murh |
Muri |
Murj |
Murk |
Murl |
Murm |
Murn |
Muro |
Murp |
Murr |
Murs |
Murt |
Muru |
Murv |
Murw |
Mury |
Murz
Die Liste der Biografien führt alle Personen auf, die in der deutschsprachigen Wikipedia einen Artikel haben. Dieses ist eine Teilliste mit 35 Einträgen von Personen, deren Namen mit den Buchstaben „Murt“ beginnt.

## Murt

### Murta
- Murta, Inês (* 1997), portugiesische Tennisspielerin
- Murtagh, Fiona (* 1995), irische Ruderin
- Murtagh, Kate (1920–2017), US-amerikanische Schauspielerin
- Murtagh, Peter (* 1953), irischer Journalist und Sachbuchautor
- Murtasajew, Roman (* 1993), kasachischer Fußballspieler
- Murtasalijew, Machatsch Dalgatowitsch (* 1984), russischer Ringer
- Murtasalijew, Musa (* 1988), armenischer Ringer
- Murtasalijew, Sagid Magomedowitsch (* 1974), dagestanischer Ringer
- Murtasin, Marat Fachrislamowitsch (* 1957), russischer Präsident der Islamischen Universität Moskau; stellvertretender Vorsitzender des Muftirates von Russland
- Murtasina, Alsu Ilchamowna (* 1987), russische Dreispringerin
- Murtaugh, John (1927–2017), US-amerikanischer Jazzmusiker (Tenorsaxophon, Arrangement, Komposition)
- Murtaza, Muhammad Sameer (* 1981), pakistanisch-deutscher Islam- und Politikwissenschaftler, islamischer Philosoph und Buchautor

### Murtf
- Murtfeld, Martin (* 1935), deutscher Banker und Förderer internationalen Kulturaustauschs
- Murtfeldt, Amalie (1828–1888), deutsche Malerin
- Murtfeldt, Carl Ludwig (1745–1820), deutscher Ingenieurkapitän, Architekt und Kartograf

### Murth
- Murth, Gregor (* 1971), österreichischer American-Football-Funktionär
- Murtha, John (1932–2010), US-amerikanischer Politiker
- Murtha, Tish (1956–2013), britische Fotografin
- Murthy, Sudha (* 1950), indische Ingenieurin, Lehrerin, Philanthropin und Schriftstellerin
- Murthy, Vivek (* 1977), US-amerikanischer Mediziner

### Murti
- Murtić, Edo (1921–2005), kroatischer Maler und Grafiker
- Murtiningsih, Tyas (* 1997), indonesische Sprinterin

### Murto
- Murto, Matti (1949–2013), finnischer Eishockeyspieler
- Murto, Wilma (* 1998), finnische Stabhochspringerin
- Murtomäki, Taina (* 1968), finnische Biathletin
- Murton, Oscar, Baron Murton of Lindisfarne (1914–2009), britischer Adliger und Politiker (Conservative Party), Mitglied des House of Commons
- Murton, Peter (1924–2009), britischer Filmarchitekt
- Murton, Thomas (1928–1990), US-amerikanischer Pönologe
- Murton, Walter (1893–1968), britischer Architekt, Innenausstatter und Filmarchitekt
- Murton-Neale, Robert (1907–1977), britischer Autorennfahrer
- Murtopo, Ali (1924–1984), indonesischer General und Politiker

### Murty
- Murty, Akshata (* 1980), indische Geschäftsfrau, Modedesignerin und Risikokapitalgeberin in GroßbritannienAkshata Murty (* 1980)

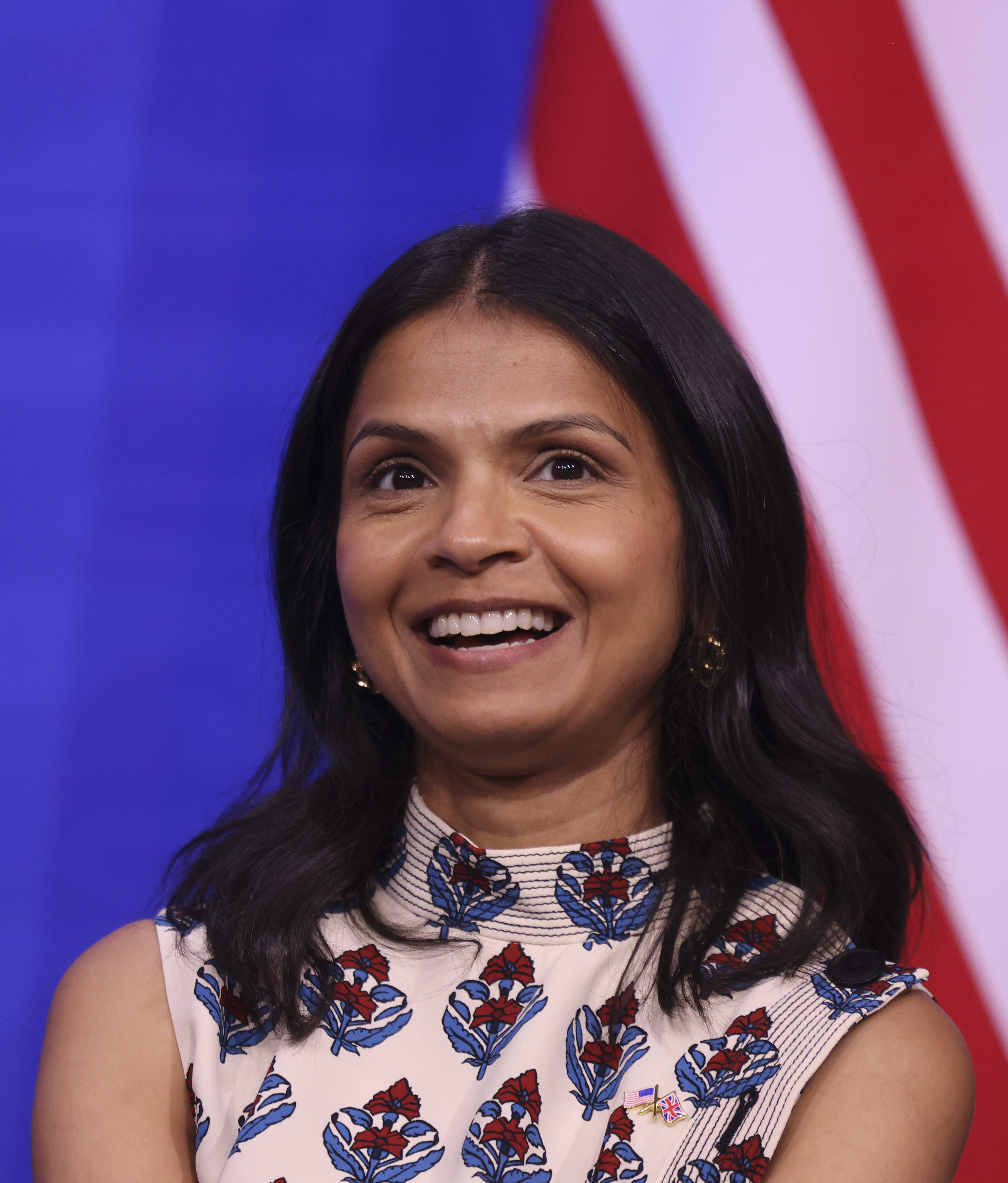
Akshata Murty (* 1980)

- Murty, Graeme (* 1974), schottischer Fußballspieler und -trainer
- Murty, M. Ram (* 1953), indisch-kanadischer Mathematiker
- Murty, V. Kumar (* 1956), kanadischer Mathematiker